# Euriphene ikelemba
Euriphene ikelemba är en fjärilsart som beskrevs av Aurivillius 1901. Euriphene ikelemba ingår i släktet Euriphene och familjen praktfjärilar. Inga underarter finns listade i Catalogue of Life.